# Grup de Teatre Independent
El Grup de Teatre Independent procedeix de l'extingida Agrupació Dramàtica de Barcelona, i va néixer el 21 de març de 1966 amb Feliu Formosa com a director dramàtic. Les sigles de (CICF) provenen del local cedit pel Centre d'Influència Catòlica Femenina al grup. Posteriorment el grup teatral es va traslladar a Terrassa el 1970 i CICF es converteix en GTI suprimint la referència catòlica.

## Producció
Les obres que van representar van ser les següents: 
- (1966) Lloguem-hi cadires (va quedar prohibida i no va arribar a estrenar-se)
- (1966) La cova del drac Txaf
- (1966) Simfonia Americana
- (1966) l'Arca de Noè al port d'Hamburg
- (1967) Els Diàlegs d'en Ruzzante
- (1967) La comèdia de l'olla
- (1967) El metge a garrotales
- (1967) La indagació
- (1967) La diada boja, o les Noces de Fígaro.

## Fons
El seu fons dels Anys 1964-1970 es conserva al Centre de Documentació i Museu de les Arts Escèniques i consta de 15 caixes de les quals podem trobar programes de mà, dossiers de companyia, figurins originals, documentació teatral i administrativa.Dins de les caixes cada document o sèries seran conservats en sobres i carpetes. Tot el fons està inventariat i disposa d'una fitxa ISADG: